# Регіональні мови України
Регіона́льні мо́ви Украї́ни — мови, які традиційно використовуються в межах певної території держави громадянами цієї держави, які складають групу, що за своєю чисельністю менша, ніж решта населення цієї держави; та/або відрізняється від офіційної мови (мов) цієї держави.
Європейська хартія регіональних мов або мов меншин (ч. 1, ст. 1) визначає: «регіональні мови або мови меншин» — це мови, які: і) традиційно використовуються в межах певної території держави громадянами цієї держави, які складають групу, що за чисельністю менша, ніж решта населення цієї держави; та
іі) відрізняються від офіційної мови (мов) цієї держави.

## Законодавство
2003 року Україна ратифікувала Європейську хартію регіональних мов або мов меншин 1992 року видання і прийняла закон України «Про ратифікацію Європейської хартії регіональних мов або мов меншин», який набув чинності 1 січня 2006 року. Цим законом, Положення Хартії були застосовані до мов таких національних меншин України: білоруської, болгарської, гагаузької, грецької, єврейської, кримськотатарської, молдавської, німецької, польської, російської, румунської, словацької та угорської. Закон визначив перелік положень та пунктів Хартії, що застосовуються стосовно кожної мови. 6 квітня 2011 Кабмін України затвердив процедуру виділення коштів на підтримку регіональних мов України.
Станом на 2011 рік, 33 % населення України є носіями регіональної мови. Тим не менше, тільки 14,1 % дітей України виховуються в дошкільних установах рідною регіональною мовою. Більш того, школи з викладанням регіональними мовами або мовами меншин в Україні закриваються в 8 разів частіше, ніж україномовні попри те що середньостатистичні класи в них переповнені (російською та молдовською мовами — в 3 рази, кримськотатарською — в 1,5 рази в порівнянні з середнім україномовним класом).
Разом з тим в грудні 2011 року Конституційний суд України дозволив використовувати в судах всі регіональні мови країни нарівні з українською. Крім цього, Верховна Рада погодила скасування закону про обов'язкове дублювання фільмів українською мовою, а також скасувала використання обов'язкових квот на україномовну музику в ефірі радіо і телебачення.

### Проєкт закону України «Про мови України» №1015-3
Проєкт закону «Про мови України» № 1015-3 — став першим законопроєктом, зареєстрованим у Верховній Раді України 7 вересня 2010 року депутатами О. Єфремовим, С. Гриневецьким і П. Симоненком. Законопроєкт фактично надавав російській мові статус другої державної, хоча і не до кінця зрівнював його з українською. Крім того, статус регіональних отримували й інші міноритарні мови. Поява документа викликало резонанс серед україномовного населення країни західних областей країни, в результаті чого була розгорнута кампанія «Займіться ділом, а не язиком!», Активісти якої стверджували що лише 7,5 % населення країни вважають рішення мовного питання справою першорядної важливості. У підсумку, даний проєкт був знятий з розгляду 1 лютого 2011 року, але слідом за цим з'явився інший законопроєкт Партії регіонів, схвалений 8 серпня 2012 року.

### Закон України «Про засади державної мовної політики»
Цей закон суттєво розширює сферу застосування регіональних мов або мов меншин порівняно із законом про ратифікацію Європейської хартії.
Закон України «Про засади державної мовної політики», який вводить в українське законодавче поле поняття регіональної мови, був прийнятий Верховною Радою і 8 серпня 2012 підписаний Президентом країни. Законом декларується, що за умови, якщо кількість осіб — носіїв регіональної мови, що проживають на території адміністративної одиниці, становить 10 і більше % чисельності її населення, для цього регіональній мові на даній території вводиться цілий ряд преференцій: вона використовується на цій території в роботі місцевих органів державної влади та органів місцевого самоврядування, застосовується і вивчається в державних і комунальних навчальних закладах, а також використовується в інших сферах суспільного життя. Крім того, даний закон декларує вільне використання, поряд з державною мовою, регіональних мов в таких сферах, як економічна і соціальна діяльність підприємств, установ, організацій, приватних підприємців, об'єднань громадян; освіта, наука, культура, інформатика, ЗМІ та зв'язок, реклама.
Даний закон був підтриманий урядовою Партією регіонів та Комуністичною партією. Ще на стадії проєкту він викликав активний спротив опозиції, отримав багато негативних експертних оцінок, викликав масові суспільні протести. Опоненти закону вказували, що він не містить заходів на захист і підтримку державної української мови, не містить гарантій її функціонування у всіх сферах суспільного життя на всій території України. Вони наголошували, що закон побудований на підміні понять, яка наділяє статус регіональної мови невластивими ознаками, притаманними рівню державної мови; передбачає застосування регіональної (фактично російської) мови не просто паралельно з, але і замість української мови в ключових сферах суспільного життя, тим самим нівелює статус і роль державної мови, порушуючи статтю 10 Конституції України та засади Європейської хартії регіональних мов або та мов меншин.

Закон було проголосовано парламентом 3 липня 2012 року без змін і без обговорення. Опозиція заявила, що голосування відбувалося з порушеннями процедури.

### Хронологія
| Мова                           | Адмінодиниця | Дата впровадження                 | Дата скасування       | Примітки |
| ------------------------------ | --- | --------------------------------- | --------------------- | --- |
| Російська мова                 | Автономна Республіка Крим |                                   |                       | Одна з офіційних мов автономії |
| Російська мова                 | Одеса | 13 серпня 2012                    | 19 серпня 2020        | 25 квітня 2018 року Одеська міська рада провалила проекти рішення, яким передбачалося внесення змін до її Регламенту, прийнятого в 2015 році на виконання норм «мовного закону» Ківалова-Колесніченка. У серпні 2020 рішення міськради скасовано окружним адніністративним судом Одеси. |
| Російська мова                 | Хрустальний Луганська область | 14 серпня 2012                    |                       | |
| Російська мова                 | Ізмаїл Одеська область | 15 серпня 2012                    | 25 жовтня 2019        | |
| Російська мова                 | Одеська область | 15 серпня 2012                    | 4 грудня 2020         | |
| Російська мова                 | Донецька область | 16 серпня 2012                    | 7 червня 2019         | У вересні 2018 року прокуратура Донеччини звернулася з вимогою скасувати рішення обласної ради, яким російську мову на території області визнано регіональною. Також зазначається, що з метою скасування незаконних рішень територіальних рад, прийнятих з зазначених питань, Волноваською, Костянтинівською, Слов'янською та Краматорською місцевими прокуратурами пред'явлено 6 позовних заяв. На теперішній час позови спрямовано до суду. Судовим рішенням за поданням Прокуратури Донецької області скасовано статус російської регіональної мови у Донецькій області. |
| Російська мова                 | Запорізька область | 16 серпня 2012                    | 24 березня 2021       | Запорізький окружний адмінсуд, задовольнивши позов заступника керівника Запорізької обласної прокуратури, визнав протиправним і недійсним рішення облради від 16.08.2012 № 2 "Про заходи, спрямовані на використання регіональних мов або мов меншин, передбачених законом «Про основи державної мовної політики», на території Запорізької області. |
| Російська мова                 | Первомайська міська рада Луганська область + Гірська міська рада, Золотівська міська рада, Нижненська селищна рада, Тошківська селищна рада | 16 серпня 2012                    |                       | |
| Російська мова                 | Запоріжжя | 5 липня 2006                      | 23 жовтня 2020        | 23 жовтня 2020 року Запорізький окружний адміністративний суд скасував рішення про надання російській мові в місті Запоріжжі статусу регіональної мови. |
| Російська мова                 | Севастополь | 16 серпня 2012                    |                       | |
| Російська мова                 | Дніпропетровська область | 17 серпня 2012                    | 13 серпня 2021        | Дніпропетровський окружний адміністративний суд скасував регіональний статус російської мови у Дніпропетровській області. |
| Російська мова                 | Луганська область | 17 серпня 2012                    |                       | |
| Російська мова                 | Херсонська область | 17 серпня 2012                    | 14 грудня 2018        | На підтримку відповідного рішення проголосували 45 депутатів. Під час голосування в сесійній залі були присутні 49 депутатів. |
| Російська мова                 | Каховка Херсонська область | 20 серпня 2012                    | 14 вересня 2018       | |
| Російська мова                 | Харків | 20 серпня 2012                    | 25 травня 2021        | |
| Російська мова                 | Миколаїв | 21 серпня 2012                    | 8 липня 2021          | Миколаївський окружний адмінсуд скасував рішення Міськради про надання російській статусу регіональної |
| Російська мова                 | Херсон | 21 серпня 2012                    | 19 жовтня 2018        | |
| Російська мова                 | Краматорськ | 22 серпня 2012                    | 28 лютого 2018        | |
| Російська мова                 | Харківська область | 30 серпня 2012                    | 6 грудня 2018         | 6 грудня 2018 року депутати Харківської обласної ради проголосували за скасування рішення про призначення російській мові регіонального статусу. Текст рішення облради розміщено в базі документів під № 883-7 «Про визнання такими, що втратили чинність, деяких рішень обласної ради (06/12/2018)». |
| Російська мова                 | Генічеський район Херсонська область | 31 серпня 2012                    | 4 травня 2018         | |
| Російська мова                 | Луганськ | 6 вересня 2012                    |                       | |
| Російська мова                 | Миколаївська область | 7 вересня 2012                    | 31 липня 2018         | 12 квітня 2018 року Миколаївська обласна рада провалила голосування щодо скасування статусу російської мови, як регіональної, наданого у відповідності до скасованого Закону Колесніченка-Ківалова, який втратив чинність, рішенням від 7 вересня 2012 року. За це питання проголосували 23 депутати замість 33 необхідних, 19 депутатів, присутніх на сесії, взагалі не голосували. 31 липня 2018 року Миколаївським окружним адміністративним судом задоволено позов першого заступника прокурора Миколаївської області про визнання протиправним та не чинним рішення Миколаївської обласної ради від 07.09.2012 № 4 «Про реалізацію вимог Закону України „Про засади державної мовної політики“» у Миколаївській області. |
| Російська мова                 | Дніпро | 12 вересня 2012                   | 6 травня 2019         | 6 травня 2019 року судовим рішенням за поданням Прокуратури Дніпропетровської області скасоване рішення Дніпровської міської ради про встановлення регіональної мови. |
| Російська мова                 | Донецьк | 21 вересня 2012                   |                       | |
| Російська мова                 | Болградський район Одеська область | 25 липня 2013                     |                       | |
| Російська мова                 | Голубівська сільська рада Луганська область                                                                                                 | ?                                 | 26 вересня 2019 року  | |
| Російська мова                 | Нововодянська сільська рада Луганська область                                                                                               | ?                                 | 1 жовтня 2019         | |
| Російська мова                 | Єпіфанівська сільська рада Луганська область                                                                                                | ?                                 | 3 жовтня 2019         | |
| Російська мова                 | Макіївська сільська рада Луганська область                                                                                                  | ?                                 | 4 листопада 2019 року | |
| Російська мова                 | Новомикільська сільська рада Луганська область                                                                                              | ?                                 | 7 листопада 2019      | |
| Російська мова                 | Михайлівська сільська рада Луганська область                                                                                                | ?                                 | 21 листопада 2019     | |
| Російська мова                 | Старобільськ Луганська область | ?                                 | 11 грудня 2020        | |
| Російська мова                 | Болград Одеська область | ?                                 |                       | |
| Російська мова                 | Рубіжне Луганська область | ?                                 | 13 січня 2021         | |
| Угорська мова                  | Берегове Закарпатська область | 7 вересня 2012                    | 29 грудня 2020        | |
| Угорська мова                  | Берегівський район Закарпатська область | 18 вересня 2012                   | 29 грудня 2020        | |
| Угорська мова                  | Виноградівський район Закарпатська область                                                                                                  | 18 грудня 2012                    | 29 грудня 2020        | |
| Угорська мова                  | Чоп Закарпатська область | ?                                 | 29 грудня 2020        | |
| Угорська мова                  | Шаланківська сільська рада Закарпатська область                                                                                             | ?                                 | 29 грудня 2020        | |
| Румунська мова Молдовська мова | Тячівський район Закарпатська область | 10 грудня 2013                    |                       | |
| Румунська мова Молдовська мова | Герцаївський район Чернівецька область | 27 грудня 2012                    |                       | |
| Румунська мова Молдовська мова | Нижні Петрівці, Їжівці Чернівецька область                                                                                                  | 8 листопада 2012, 29 березня 2013 | 3-4 жовтня 2018       | |
| Румунська мова Молдовська мова | Волока, Грушівка Чернівецька область | ?                                 |                       | |
| Румунська мова Молдовська мова | Магала, Буда, Остриця, Прут, Тарасівці Чернівецька область                                                                                  | 08 квітня 2013, 11 вересня 2012   |                       | |
| Румунська мова Молдовська мова | Біла Церква, Нижня Апша Закарпатська область                                                                                                | 14 серпня 2012, 18 жовтня 2012    | 22 грудня 2020        | |
| Румунська мова Молдовська мова | Солотвино Закарпатська область | 14 серпня 2012                    | 22 грудня 2020        | |
| Румунська мова Молдовська мова | Опришени, Слобідка Чернівецька область | ?                                 |                       | |
| Румунська мова Молдовська мова | Ропча Чернівецька область | ?                                 |                       | |
| Румунська мова Молдовська мова | Красноїльськ Чернівецька область | ?                                 |                       | |
| Румунська мова Молдовська мова | Купка Чернівецька область | ?                                 |                       | |
| Румунська мова Молдовська мова | Чудей, Нова Красношора Чернівецька область                                                                                                  | ?                                 |                       | |
| Румунська мова Молдовська мова | Йорданешти Чернівецька область | ?                                 |                       | |
| Румунська мова Молдовська мова | Бояни, Гай Чернівецька область | ?                                 |                       | |
| Румунська мова Молдовська мова | Димка Чернівецька область | ?                                 |                       | |
| Болгарська мова                | Болградський район Одеська область | 25 липня 2013                     |                       | |
| Болгарська мова                | Знам'янка, Знам'янка Друга, Водяне Кіровоградська область                                                                                   | ?                                 |                       | |
| Болгарська мова                | Болград Одеська область | ?                                 |                       | |
| Болгарська мова                | Станкувате, Мала Мазниця Кіровоградська область                                                                                             | ?                                 |                       | |
| Гагаузька мова                 | Болградський район Одеська область | 25 липня 2013                     |                       | |
| Кримськотатарська мова         | Автономна Республіка Крим |                                   |                       | Одна з офіційних мов автономії |
| Кримськотатарська мова         | Новоолексіївка Херсонська область |                                   |                       | |
| Польська мова                  | Нижні Петрівці, Аршиця Чернівецька область                                                                                                  | ?                                 |                       | |

#### Скасування закону
23 лютого 2014 року Верховна Рада України скасувала цей закон, прийнявши проект Закону «Про визнання таким, що втратив чинність, Закону України „Про засади державної мовної політики“». 3 березня в.о. президента Турчинов сказав, що не буде підписувати рішення парламенту про скасування цього закону, поки не буде підготовлений і Верховною Радою проголосований новий закон, і доручив підготовку нового закону, «який буде повністю збалансованим». 3 листопада новообраний президент Петро Порошенко проголосив, зокрема, що «спільними зусиллями ми вдосконалимо мовну політику».
28 лютого 2018 року № 2-р/2018 Конституційний Суд України визнав таким, що не відповідає Конституції України (неконституційним) Закон України «Про засади державної мовної політики».

## Цікавий факт
- Болгарській меншині Ізмаїла, котра за переписом становила 10 % містян (див. Болгари в Україні), було відмовлено у статусі регіональної для болгарської мови.[100]